# Hunedoara
Hunedoara là một đô thị thuộc hạt Hunedoara, România. Dân số thời điểm năm 2002 là 71380 người.